# Wallern an der Trattnach
Wallern an der Trattnach – gmina targowa w Austrii, w kraju związkowym Górna Austria, w powiecie Grieskirchen. Liczy 2 969 mieszkańców.

## Współpraca
Miejscowość partnerska:
- Pressig, Niemcy
- Volary, Czechy
- Wallern im Burgenland, Burgenland